# Lynn Kellogg
Lynn Kellogg Simpers (Appleton, 2 aprile 1943 – Saint Louis, 12 novembre 2020) è stata un'attrice e cantante statunitense.

## Biografia
Nata ad Appleton, Lynn Kellogg crebbe con tre fratelli in Wisconsin e frequentò l'Università del Wisconsin-Madison per un anno prima di abbandonare gli studi. Nel 1964 debuttò sul piccolo schermo nella serie TV Ai confini della realtà. Nel 1968 ottenne il suo maggior successo quando rimpiazzò Jill O'Hara nella prima di Broadway del musical Hair; il suo ruolo di Sheila fu accolto positivamente dalla critica e la parte le diede modo di cantare due dei brani più famosi dello show, Easy to Be Hard e Let The Sun Shine In.
Il successo di Hair le fece ottenere il ruolo di Marcie nel film Un uomo chiamato Charro (1969), in cui recitò accanto ad Elvis Presley. Dopo alcuni piccoli ruoli in televisione agli inizi degli anni settanta, la Kellogg continuò ad esibirsi per le truppe statunitensi in Vietnam durante gli ultimi anni della guerra, andando in tour con Gordon Lightfoot. Alla fine degli anni settanta collaborò con Hal Linden nel programma Animals, Animals, Animals, componendo numerose canzoni per la serie per bambini. Il suo lavoro in Animals, Animals, Animals le valse il Peabody Award e il Daytime Emmy Award.
In remissione dalla leucemia, morì all'età di settantasette anni per complicazioni da  COVID-19. Era sposata con John Simpers.

## Filmografia

### Cinema
- Un uomo chiamato Charro (Charro!), regia di Charles Marquis Warren (1969)

### Televisione
- Ai confini della realtà - serie TV, 1 episodio (1964)
- The Beverly Hillbillies - serie TV, 1 episodio (1966)
- Operazione ladro - serie TV, 1 episodio (1970)
- Missione Impossibile - serie TV, 1 episodio (1970)

## Teatro
- Hair, libretto di Gerome Ragni e James Rado, colonna sonora di Galt MacDermot, regia di Tom O'Horgan. Biltmore Theatre di Broadway (1968)